# Paladicella eruptionis
Paladicella eruptionis is een fossiele soort schietmot uit de familie Polycentropodidae.